# Raión de Jotín
Raión de Jotín (en ucraniano: Хотинський район) es un antiguo raión o distrito de Ucrania en el óblast de Chernivtsí. 
Comprende una superficie de 716 km².
La capital era la ciudad de Jotín.

## Demografía
Según estimación 2010 contaba con una población total de 67 300 habitantes.

## Otros datos
El código KOATUU era 7325000000. El código postal 60000 y el prefijo telefónico +380 3731.